# Oster (miasto)
Oster (ukr. Остер) – miasto na Ukrainie, w obwodzie czernihowskim, w rejonie kozieleckim, u ujścia rzeki Oster do Desny.

## Historia
Pierwsza wzmianka o Ostrze jako twierdzy księstwa perejasławskiego pochodzi z 1098 roku. W połowie XII wieku Jerzy Dołgoruki wzmocnił fortyfikacje i wyznaczył miejscowość jako miejsce stacjonowania swoich wojsk. W 1240 roku Oster został zniszczony przez Tatarów. Wkrótce potem na miejscu twierdzy wzniesiono osadę Stary Oster, a na początku XIV wieku, bliżej rzeki Desny, powstała nowa miejscowość nazwie Oster. W 1662 roku nadano prawo magdeburskie.
Oczekując na wojska litewskie Michała Paca, późną jesienią 1663 roku pod miastem stacjonowała przez miesiąc polska armia koronna pod dowództwem króla Jana Kazimierza i Stefana Czarnieckiego. Ostatnie dni grudnia w 1663 roku przebywał w nim król Jan Kazimierz.
W 1961 roku miejscowość otrzymała prawa miejskie.
W 1989 liczyło 8426 mieszkańców.
W 2013 liczyło 6339 mieszkańców.